# Coreoperca kawamebari
Coreoperca kawamebari är en fiskart som först beskrevs av Temminck och Schlegel, 1843.  Coreoperca kawamebari ingår i släktet Coreoperca och familjen Percichthyidae. Inga underarter finns listade i Catalogue of Life.